# Prüm
Pour les articles homonymes, voir Prüm (homonymie).
Prüm ou Prume est une ville d'Allemagne au nord-ouest du land de Rhénanie-Palatinat. Elle est située dans l'Eifel, qui est la partie orientale de l'Ardenne. La rivière éponyme qui la traverse est un sous-affluent de la Moselle.
Sa basilique abrite la relique des Sandales du Christ.
C'est par le Traité de Prüm (probablement signé au château de Schüller) que Lothaire Ier partagea en 855 la Francie médiane entre ses trois fils. Il se fit ensuite moine et mourut peu après à l'abbaye de Prüm.